# Halmahera-ral
De halmahera-ral (Habroptila wallacii synoniem: Gallirallus wallacii) is een vogel uit de familie van de Rallen, koeten en waterhoentjes (Rallidae), uit het monotypische geslacht Habroptila. De vogel werd in 1860 door de Britse vogelkundige George Robert Gray geldig beschreven en genoemd naar de Britse natuuronderzoeker Alfred Russel Wallace. Het is een door habitatverlies kwetsbare vogelsoort, endemisch op het Indonesische eiland Halmahera. 

## Kenmerken
De vogel is 40 cm lang. Het is een heimelijk levende, niet-vliegende soort ral. De vogel is overwegend donker, bijna zwart gekleurd. De vleugels, rug en staart zijn donkerbruin, de buik en borst zijn donker leigrijs. De snavel is fors en vrij lang en helderrood, evenals de poten, ook de ogen zijn rood.

## Verspreiding en leefgebied
Deze soort is endemisch op Halmahera. De leefgebieden zijn lichtelijk opdrogende moerassen in tropisch bos en draslanden en bosranden in de buurt van rivieren en poelen of in plantages van sagopalmen.

## Status
De halmahera-ral heeft een beperkt verspreidingsgebied en daardoor is de kans op uitsterven aanwezig. De grootte van de populatie werd in 2016 door BirdLife International geschat op 2,5 tot 10 duizend volwassen individuen. De populatie-aantallen nemen af door habitatverlies Het leefgebied wordt aangetast door ontbossing en het overbodig worden van de traditionele teelt van sagopalmen en verder irrigatieprojecten waarbij natuurgebied of extensief gebruikt terrein wordt omgezet in gebied voor intensief agrarisch gebruik. Om deze redenen staat deze soort als kwetsbaar op de Rode Lijst van de IUCN.